# Людвигсхёэ
Людвигсхёэ (нем. Ludwigshöhe) — община в Германии, в земле Рейнланд-Пфальц. 
Входит в состав района Майнц-Бинген. Подчиняется управлению Гунтерсблум.  Население составляет 539 человек (на 31 декабря 2010 года). Занимает площадь 2,99 км².